# Clara Ward
Clara Ward (* 21. April 1924 in Philadelphia, Pennsylvania; † 16. Januar 1973 in Los Angeles, Kalifornien) war eine US-amerikanische Gospel-Sängerin, Komponistin und Arrangeurin. Mit ihrer Gesangsgruppe The Famous Ward Singers hatte sie vor allem in den 1940ern und 1950ern große Erfolge.

## Biografie
Clara Wards Mutter Gertrude Ward (1901–1981) gründete 1931 die Ward Singers, bestehend aus ihr selbst und ihren Töchtern Clara und Willa. Sie traten unter verschiedenen Namen auf, etwa als „The Consecrated Gospel Singers“ oder „The Ward Trio“. Neben ihren Verpflichtungen mit dem Ward Trio machte Clara 1940 ihre ersten Soloaufnahmen.
Ab 1943 waren die Ward Singers USA-weit unterwegs. 1947 stieg Willa Ward aus, ihren Platz nahm Henrietta Waddy ein. Wenig später machte Marion Williams das Trio zum Quartett. 1948 erschienen die ersten Aufnahmen der Gruppe. 1950 traten „Clara Ward and the Famous Ward Singers“ erstmals in der New Yorker Carnegie Hall auf, zusammen mit Größen wie Mahalia Jackson.
Während Gertrude Ward die Organisation der Auftritte und Tourneen übernahm, war Clara Ward für den musikalischen Bereich verantwortlich. Es wurden weitere Sängerinnen engagiert, sogar eine zweite Gruppe namens „The Clara Ward Specials“ zusammengestellt. Allerdings wurden die übrigen Sängerinnen von Gertrude Ward sehr schlecht bezahlt.
1958 kam es zum Bruch: Marion Williams, Henrietta Waddy, Frances Steadman und Kitty Parham verließen die Ward Singers und gründeten ihre eigene Gesangsgruppe, The Stars of Faith. Danach ließ der Erfolg der Ward Singers nach. In den 1960ern traten sie in Nachtclubs und in Las Vegas auf, wodurch sie viele ihrer religiösen Anhänger verloren.
Gelegentlich sang Clara Ward bei den Aufnahmen anderer Künstler im Chor, so etwa bei Dee Dee Sharps Nummer-1-Hit Mashed Potato Time (1962). 1963 war sie die erste Gospelsängerin, die am Broadway auftrat. Sie war auch die erste Gospelsängerin, die mit einem Symphonieorchester Aufnahmen machte. In den 1960ern wandte sie sich vermehrt der populären Musik zu.
1968 spielte Clara Ward in dem Hollywood-Film „A Time To Sing“ mit Hank Williams in der Hauptrolle. 1968 und 1969 traten die Ward Singers im Auftrag der US-Regierung in Vietnam vor amerikanischen Soldaten auf. Tourneen führten sie in dieser Zeit um die ganze Welt. Fernsehauftritte waren an der Tagesordnung.
Anfang der 1970er zog sich Clara Ward aufgrund ihrer angeschlagenen Gesundheit aus dem Musikgeschäft zurück. Sie starb im Januar 1973 nach zwei Schlaganfällen in Los Angeles. Bei ihrer Beerdigung in Philadelphia sangen Aretha Franklin und deren Vater Rev. C. L. Franklin, die zu Claras engsten Freunden gehörten. Bei einem Gedenkgottesdienst wenige Tage später in Los Angeles sang Marion Williams.

## Auszeichnungen
1977 wurde Clara Ward posthum in die Songwriters Hall of Fame aufgenommen. 1998 erschien in den USA eine 32-Cent-Briefmarke mit ihrem Porträt.